# Convención Nacional Ciudadana de 2013

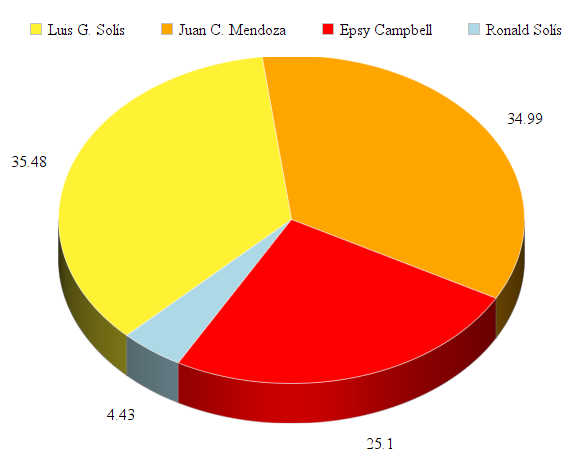

La Convención Nacional Ciudadana fue una elección primaria efectuada el 21 de julio del 2013 por los partidarios del Partido Acción Ciudadana (PAC), entonces primera fuerza de oposición de Costa Rica para seleccionar al candidato presidencial de cara a las elecciones del 2014. El lunes 29 de julio el Tribunal Interno del PAC anunció que Luis Guillermo Solís ganó en la convención interna con una ventaja sobre Juan Carlos Mendoza de 113 votos.

## Precandidatos
- Luis Guillermo Solís, politólogo, sociólogo e historiador, fue diplomático en las administraciones Figueres Olsen y Arias Sánchez, y secretario general del Partido Liberación Nacional.
- Juan Carlos Mendoza, politólogo, diputado en el período 2010-2014 y presidente de la Asamblea Legislativa en el período 2011-2012.
- Epsy Campbell, economista, diputada en el período 2002-2006, presidenta del Partido Acción Ciudadana y candidata vicepresidencial para las elecciones del 2006.
- Ronald Solís, empresario, diputado en el período 2006-2010.

Retirados: el empresario y científico Román Macaya manifestó durante algún tiempo que estaba considerando lanzarse pero finalmente declinó. La presidenta de la Cámara de Exportadores, Mónica Segnini, quien había sido candidata a vicepresidenta en la elección anterior, también manifestó brevemente su interés de ser candidata pero finalmente se retiró. El diputado y escritor Claudio Monge también fue aspirante por un tiempo pero finalmente no inscribió su precandidatura

## Historia
Tras las elecciones presidenciales de 2010 al reconocer su derrota el economista Ottón Solís quien había sido candidato del Partido Acción Ciudadana por tercera vez, afirmó que no se postularía por cuarta vez en las siguientes elecciones. Distintos nuevos precandidatos surgieron a partir del año 2012 siendo los primeros en manifestar públicamente su interés de aspirar, sin formalizarlo aún, Luis Guillermo Solís, Juan Carlos Mendoza, Claudio Monge, Román Macaya y Mónica Segnini. No obstante algunos sectores en el PAC afines a Ottón Solís (conocidos como ottonistas) seguían pugnando para alentar a Solís a ser candidato por cuarta vez, sin éxito.
Para finales del 2012 tanto Macaya como Segnini deponen sus precandidaturas mientras que Epsy Campbell, la figura pacista más popular después de Solís en los sondeos de opinión, formalizó su candidatura a principios del 2013 con el lema "¿Vamos o no vamos a sacar a Liberación?" (el partido oficialista) habiendo contratado al conocido publicista político Giovanni Bulgarelli quien en el pasado había hecho polémicas campañas para Ottón Solís, Luis Fishman y el movimiento del Sí en el Referéndum sobre el TLC con Estados Unidos. Ese mismo año también anuncia su precandidatura el exdiputado Ronald Solís presentándose como abanderado del ottonismo.
Campbell también ha intentado un acercamiento con el ottonismo e incluso postuló a Ottón Solís para presidente del comité ejecutivo del partido, sin embargo el apoyo del Grupo Amanecer (que aglutina a los ottonistas) no se dio. El propio Solís afirmó que se mantendría neutral y sin darle su apoyo a ningún precandidato. Campbell fue criticada duramente por tendencias rivales debido a la falta de reportes financieros de campaña.
La selección de la modalidad de convención ha agitado los procesos internos del PAC. Originalmente los precandidatos Solís Rivera, Solís Bolaños y Monge se oponían a una convención abierta (es decir, usando el padrón nacional con el único requisito de firmar la adhesión en el momento de votar) mientras Mendoza y Campbell apoyaban esa opción, finalmente el 19 de mayo en la Asamblea Nacional del partido los precandidatos Mendoza y los dos Solís acordaron una opción de consenso, haciendo convención abierta con entre 81 y 150 centros de votación para abaratar costos, opción que recomendarían a los delegados que les eran afines en la Asamblea. Campbell se opuso a esta medida y se retiró del recinto por lo que el acuerdo no se tomó y se pospuso para quince días después.
Finalmente la Asamblea Nacional del Partido acordó realizar convención abierta y permitir al Tribunal Electoral Interno definir la fecha, la cual fue establecida para el 21 de julio.
En carta enviada al periódico Semanario Universidad, reconocidos académicos como Elizabeth Fonseca Corrales, Alberto Salom, Juan Manuel Villasuso, Guido Miranda, Eduardo Trejos Lalli y la entonces jefa de fracción del PAC Carmen Muñoz dieron su adhesión a Luis Guillermo Solís. Ottón Solís, afirmó que no votó en blanco pero no hizo público por quien emitió el voto mientras el escritor Alberto Cañas quien estaba en contra de que la convención fuera abierta adujo que votó por Luis Guillermo Solís. El precandidato Ronald Solís reconoció la derrota ese mismo día
Contrario a todos los sondeos de opinión que coloban a Campbell a la delantera, ésta ocupó el tercer lugar de las preferencias. Al cierre del primer corte los dos aspirantes principales; Mendoza y Solís Rivera se encontraban en un empate virtual con solo 72 votos de diferencia a favor de Solís, finalmente el Tribunal Electoral Interno declaró una semana después ganador a Solís Rivera con el 35% de los votos. Los otros precandidatos reconocieron los resultados y dieron su apoyo a Solís. Solís ganaría las siguientes elecciones presidenciales tanto en primera como en segunda ronda.

## Encuestas
| Fecha          | Encuestadora                         | Ottón Solís     | Epsy Campbell | Luis Guillermo Solís | Juan Carlos Mendoza | Ronald Solís | Claudio Monge |
| -------------- | ------------------------------------ | --------------- | ------------- | -------------------- | ------------------- | ------------ | ------------- |
| Enero/2012     | Cid Gallup para Diario Extra         | 54%             | 31%           | 4%                   | N/A                 | No aparece   | 1%            |
| Octubre/2012   | Cid Gallup para Diario Extra         | No fue incluido | 31%           | 4%                   | 3%                  | No aparece   | 1%            |
| Noviembre/2012 | Unimer para La Nación                | 60%             | 21%           | 4%                   | 6%                  | No aparece   | 3%            |
| Diciembre/2012 | Cid Gallup para CRHoy                | 42%             | 43%           | 13%                  | 13%                 | No aparece   | No aparece    |
| Enero/2013     | Cid Gallup para Diario Extra         | No incluido     | 23%           | 4%                   | 2%                  | No aparece   | 3%            |
| Julio/2013     | Unimer para La Nación                | 23%             | 32%           | 2%                   | 6%                  | 1%           | 1%            |
| Julio/2013     | Borge y Asociados para Revista Poder | No incluido     | 29%           | 4%                   | 3%                  | 3%           | 3%            |